# Cleobora mellyi
Cleobora mellyi (buburuza tasmaniană sau buburuza sudică) este o specie de buburuză aparținând familiei Coccinellidae endemică din Tasmania și găsită și în partea sudică a Australiei continentale. 
C. mellyi a fost introdusă în Noua Zeelandă ca agent biologic de control, dar rezultatele au fost mixte. 